# Zenarchopterus robertsi
Zenarchopterus robertsi е вид лъчеперка от семейство Zenarchopteridae. Видът не е застрашен от изчезване.

## Разпространение
Разпространен е в Папуа Нова Гвинея.

## Описание
На дължина достигат до 13 cm.